# Jesús Herrada
Jesús Herrada López (Mota del Cuervo, Cuenca, 26 de julho de 1990) é um ciclista profissional espanhol. Faz parte do Cofidis. Deu o salto à máxima categoria do ciclismo mundial em 2011, assinando um contrato de três anos.
Tem obtido grandes resultados na categoria júnior nas temporadas 2007 e 2008, destacando na contrarrelógio, disciplina na que foi campeão da Espanha sub-23 em 2010 e duplo campeão júnior em 2007 e 2008. A sua primeira vitória como profissional foi em 2012 no setor matinal da 2.ª etapa da Volta às Astúrias. Em 2013 proclamou-se campeão da Espanha em Estrada.
Em 6 de setembro de 2018 colocou-se como líder provisório da Volta a Espanha ao fazer parte da escapada do dia.
Seu irmão José também é ciclista profissional e igualmente corre para o Cofidis.

## Palmarés
- 2011
  - 3.º no Campeonato da Espanha em Estrada

- 2012
  - 1 etapa da Volta às Astúrias

- 2013
  - Campeonato da Espanha em Estrada  
  - 1 etapa do Tour de Poitou-Charentes

- 2014
  - 1 etapa da Route du Sud
  - 1 etapa do Tour de Poitou-Charentes

- 2015
  - 1 etapa da Volta às Astúrias
  - 3.º no Campeonato da Espanha Contrarrelógio 
  - 3.º no Campeonato da Espanha em Estrada 
  - 1 etapa do Tour de Limusino

- 2016
  - 1 etapa do Critério do Dauphiné

- 2017
  - 3.º no Campeonato da Espanha Contrarrelógio 
  - Campeonato da Espanha em Estrada

- 2019
  - Troféu Ses Salines-Campos-Porreres-Felanitx
  - Volta ao Luxemburgo, mais 2 etapas
  - Mont Ventoux Dénivelé Challenge
  - 3.º no Campeonato da Espanha em Estrada 
  - 1 etapa da Volta a Espanha[1]

- 2021
  - Troféu Serra de Tramuntana
  - 2.º no Campeonato da Espanha em Estrada

- 2022
  - 1 etapa da Volta a Espanha

## Resultados em Grandes Voltas e Campeonatos do Mundo
| Corrida                | Corrida                | 2011 | 2012 | 2013 | 2014 | 2015 | 2016 | 2017  | 2018 | 2019 | 2020 | 2021 | 2022 |
| ---------------------- | ---------------------- | ---- | ---- | ---- | ---- | ---- | ---- | ----- | ---- | ---- | ---- | ---- | ---- |
|                        | Giro d'Italia          | —    | —    | —    | —    | 74.º | —    | —     | —    | —    | —    | —    | ―    |
|                        | Tour de France         | —    | —    | —    | 61.º | —    | Ab.  | 97.º  | 47.º | 20.º | 44.º | 87.º | —    |
|                        | Volta a Espanha        | —    | —    | —    | —    | —    | —    | —     | 21.º | Ab.  | —    | 38.º |      |
| Mundial em Estrada     | Mundial em Estrada     | —    | —    | —    | 79.º | —    | —    | 106.º | 61.º | —    | 28.º | —    |      |
| Mundial Contrarrelógio | Mundial Contrarrelógio | 39.º | —    | —    | —    | —    | —    | —     | —    | —    | —    | —    |      |

—: não participa

Ab.: abandono

## Equipas
- Movistar Team (2011-2017)
- Cofidis, Solutions Crédits (2018-)